# Římskokatolická církev v Andoře

Znak církevního spoluknížete Andorry z urgelské diecéze

Římskokatolická církev je nejsilnější náboženskou institucí v Andorrském knížectví.

## Struktura
K římskému katolicismu se v Androře hlásí se k ní přes 85 % obyvatelstva. Církevní území Andorrského knížectví nebyl nikdy samostatnou diecézí, území státu spadá pod správu španělské diecéze v La Seu d'Urgell, jejíž je zároveň ex officio formálním spoluvladařem Andorry.
Územně je Andorra členěna na sedm farností: Canillo, Encamp, Ordino, La Massana, Andorra la Vella, Sant Julia de Loria a Escaldes-Engordany.
Jako národní svátek se každoročně 8. září slaví mariánská slavnost Nossa Senhora de Meritxell (svátek Panny Marie Mirtxellské).
Svatý stolec je v Andoře zastupován nunciem v Andoře - pobyvkle je tato funkce spojena s funkcí nuncia ve Španělsku.